# HACD2
HACD2 (англ. 3-hydroxyacyl-CoA dehydratase 2) – білок, який кодується однойменним геном, розташованим у людей на 3-й хромосомі. Довжина поліпептидного ланцюга білка становить 254 амінокислот, а молекулярна маса — 28 368.
| 10         |  | 20         |  | 30         |  | 40         |  | 50         |
| ---------- |  | ---------- |  | ---------- |  | ---------- |  | ---------- |
| MAAVAATAAA |  | KGNGGGGGRA |  | GAGDASGTRK |  | KKGPGPLATA |  | YLVIYNVVMT |
| AGWLVIAVGL |  | VRAYLAKGSY |  | HSLYYSIEKP |  | LKFFQTGALL |  | EILHCAIGIV |
| PSSVVLTSFQ |  | VMSRVFLIWA |  | VTHSVKEVQS |  | EDSVLLFVIA |  | WTITEIIRYS |
| FYTFSLLNHL |  | PYLIKWARYT |  | LFIVLYPMGV |  | SGELLTIYAA |  | LPFVRQAGLY |
| SISLPNKYNF |  | SFDYYAFLIL |  | IMISYIPIFP |  | QLYFHMIHQR |  | RKILSHTEEH |
| KKFE       |  |            |  |            |  |            |  |            |

A: Аланін

C: Цистеїн

D: Аспарагінова кислота

E: Глутамінова кислота

F: Фенілаланін

G: Гліцин

H: Гістидин

I: Ізолейцин

K: Лізин

L: Лейцин

M: Метіонін

N: Аспарагін

P: Пролін

Q: Глутамін

R: Аргінін

S: Серин

T: Треонін

V: Валін

W: Триптофан

Кодований геном білок за функцією належить до ліаз. 
Задіяний у таких біологічних процесах, як метаболізм жирних кислот, метаболізм ліпідів, біосинтез жирних кислот, біосинтез ліпідів, ацетилювання. 
Локалізований у мембрані, ендоплазматичному ретикулумі.